# Aleś Saławiej
Aleś Saławiej, właśc. Alfred Radziuk (ur. 1 stycznia 1922 w Krysowie w obwodzie mińskim, zm. 22 stycznia 1978 w Melbourne) – białoruski poeta.
Od 1944 przebywał na emigracji. Jest autorem poezji klasycyzujących, przepojonych miłością i tęsknotą do ojczyzny, wydanych w zbiorach Maje piesni (1944) i Siła hniewu (1948).